# Milvus
A Milvus a madarak osztályának vágómadár-alakúak (Accipitriformes) rendjébe és a vágómadárfélék (Accipitridae) családjába és a kányaformák (Milvinae) alcsaládjába tartozó nem.

## Rendszerezésük
A nemet Bernard Germain de Lacépède francia természettudós írta le 1799-ben, az alábbi fajok tartoznak ide:
- barna kánya (Milvus migrans)
- keleti barnakánya (Milvus lineatus)
- vörös kánya (Milvus milvus)